# Quararibea foenigraeca
Quararibea foenigraeca là một loài thực vật có hoa trong họ Cẩm quỳ. Loài này được Cuatrec. miêu tả khoa học đầu tiên năm 1954.